# شای فی
شای فی (انگلیسی: Shay Facey؛ زادهٔ ۷ ژانویهٔ ۱۹۹۵) بازیکن فوتبال اهل بریتانیا است.
از باشگاه‌هایی که در آن بازی کرده‌است می‌توان به باشگاه فوتبال والسال، باشگاه فوتبال روترهام یونایتد، باشگاه فوتبال منچستر سیتی، باشگاه فوتبال نیویورک سیتی، و باشگاه فوتبال نورث‌همپتون تاون اشاره کرد.
وی همچنین در تیم‌های ملی فوتبال England national under-16 football team، زیر ۱۷ سال انگلستان، زیر ۱۹ سال انگلستان، و زیر ۲۰ سال انگلستان بازی کرده‌است.